# Њеверице
Њеверице (слч. Neverice) су насељено мјесто са административним статусом сеоске општине (слч. obec) у округу Злате Моравце, у Њитранском крају, Словачка Република.

## Становништво
| Година:    | 1994. | 2004.   | 2014.   | 2024.   |
| ---------- | ----- | ------- | ------- | ------- |
| Број људи: | 661   | 675     | 680     | 677     |
| Разлика:   |       | +2,11 % | +0,74 % | -0,44 % |

| Година:    | 2023. | 2024.   |
| ---------- | ----- | ------- |
| Број људи: | 679   | 677     |
| Разлика:   |       | -0,29 % |

Према подацима о броју становника из 2011. године насеље је имало 672 становника.